# Fragagnano
Fragagnano es una localidad y comune italiana de la provincia de Tarento, región de Apulia, con 5.476 habitantes.

## Evolución demográfica
| Gráfica de evolución demográfica de Fragagnano entre 1861 y 2001 |
|                                                                  |
| Fuente ISTAT - elaboración gráfica de Wikipedia                  |